# 애슐리 그레이스
애슐리 그레이스(Ashley Grace, 1987년 1월 27일 ~ )는 미국의 싱어송라이터이다. 하*애시의 멤버이다.

## 음반 목록

### 솔로
| 년     | 영화 | 노래   | 심판  |
| ------ | ---- | ------ | ----- |
| 2016년 | Sing | Al fin | [ 1 ] |

### 협업
| 년     | 노래  | 연예인         | 앨범           |
| ------ | ----- | -------------- | -------------- |
| 2012년 | Úneme | 댄 Masciarelli | 그에게 말하라. |

## 어린 시절
애슐리 그레이스 (Ashley Grace)는 1987년 1월 27일 루이지애나주 레이크 찰스에서 태어났다. 아버지는 계절에 따라 출신 국가에서 일했기 때문에 멕시코 시티에서 일년 반, 레이크 찰스에서는 절반 정도 자랐다.
어린 나이에, 그는 음악에 대한 그의 열정이 예술로 기울어졌다. 그는 5세의 나이에 가수로 경력을 시작하여 할아버지가 참여한 레이크 찰스, 루이지애나 교회 성가대에서 Góspel을 부르기 시작했다.